# Ana Catalina Emmerick
La beata Ana Catalina Emmerick (Coesfeld, 8 de septiembre de 1774 - Dülmen, 9 de febrero de 1824) fue una monja canonesa agustina, mística y escritora alemana. Nació en Flamske, una comunidad agraria, actualmente en la diócesis de Münster, en Westfalia, y murió en Dülmen a los 49 años. Fue beatificada por el papa Juan Pablo II el 3 de octubre de 2004. Emmerick es el apellido consignado en Alemania, procede de una localidad alemana donde vivió su familia.
Desde pequeña decía tener visiones en las que se le aparecía principalmente Jesucristo cediéndole su cruz. Ingresó en un convento de agustinas. Cuando tenía 24 años le empezaron a aparecer heridas sangrantes, estigmas que se hacían visibles periódicamente en Navidad y Año Nuevo; la primera de ellas, el 29 de diciembre de 1812. Durante sus últimos años de vida se alimentó solamente con la Eucaristía.
Sus visiones fueron descritas por Clemens Brentano, poeta y novelista del Romanticismo alemán.

## Infancia

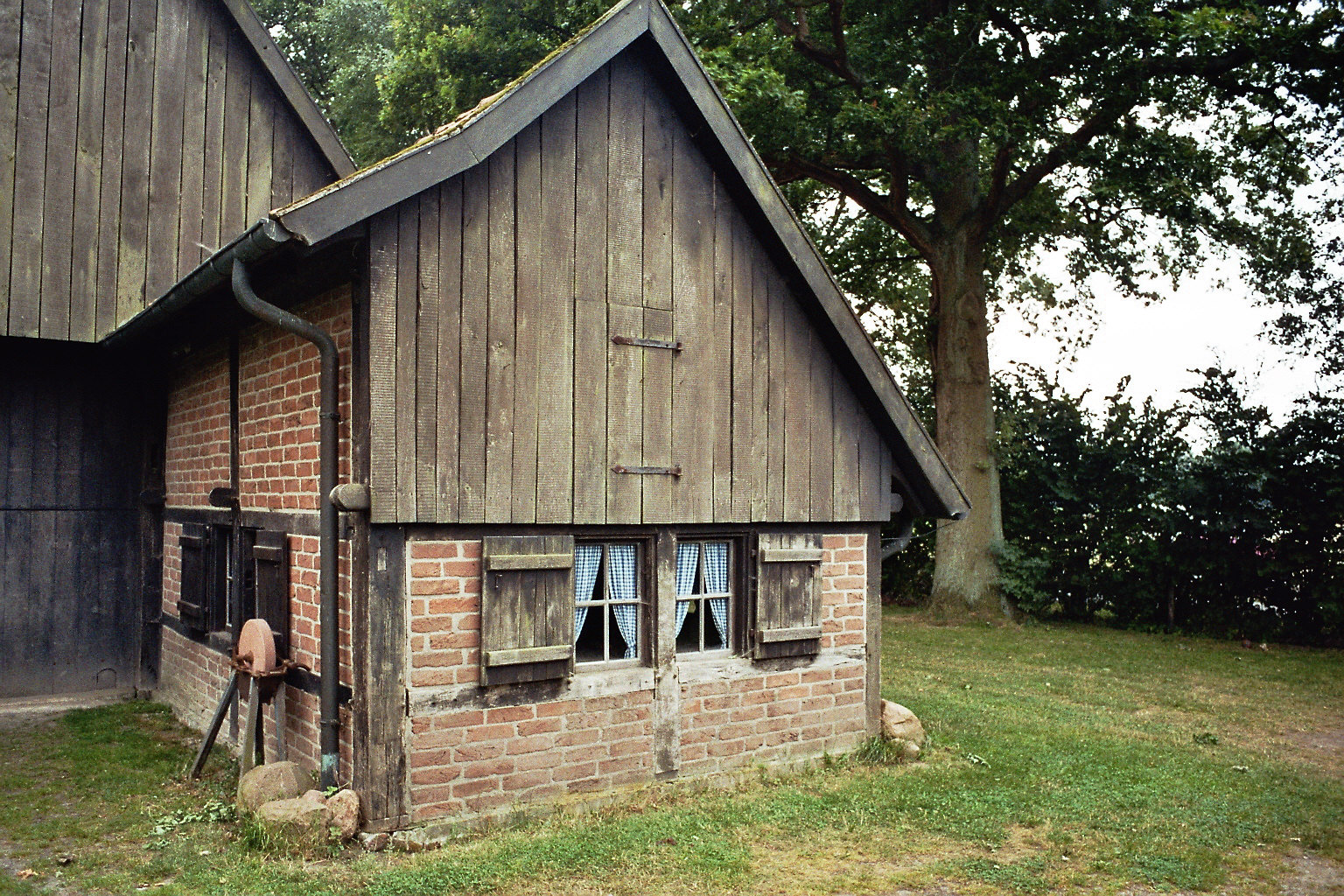
Lugar de nacimiento de Ana Catalina Emmerick en Coesfeld-Flamschen

Nació el 8 de septiembre de 1774 en Flamske, la quinta de nueve hermanos. Sus progenitores, Bernardo Emmerich y Ana Hillers, fueron muy pobres y de sencilla piedad cristiana. Fue bautizada en la iglesia de Santiago en Koesfeld (Kösfeld). Luego fue costurera durante varios años. Fue enviada a estudiar música a la casa de Stöntgen, organista pobre, a quien le dio todo lo que había ahorrado para entrar en un convento y esperó con ellos varios años como sirvienta.

## Vida religiosa
En 1802, a los 28 años de edad, entró en el convento agustino de Agnetemberg, Dülmen. Sus hermanas de claustro creían que había recibido facultades sobrenaturales debido a sus continuos éxtasis. Cuando Jerónimo Bonaparte, rey de Westfalia, cerró el convento en 1812, ella fue la última en abandonarlo; se le otorgó refugio en casa de una viuda, hermana del sacerdote dominico Joseph Aloys Limberg, su confesor. Allí llegaban enfermos y pobres en busca de ayuda, y según sus contemporáneos, ella sabía cuáles eran sus enfermedades y daba alivio a los necesitados.

## Estigmas
En 1813 estando ella enferma en cama, aparecieron los estigmas en su cuerpo. Una comisión episcopal fue la encargada de investigar su vida y examinar sus signos milagrosos. El vicario general Orvergerg y tres médicos, uno de ellos protestante, se encargaron de la investigación. El procedimiento duró más de tres meses. Al parecer ellos se convencieron de su santidad y la autenticidad de sus estigmas.
A finales de 1818 Ana Catalina revela que Dios le concede a través de la oración el alivio de sus estigmas; y las heridas de sus manos y sus pies se cierran, pero los demás se mantienen, y el Viernes Santo todos se vuelven a abrir.
En 1819 Emmerick vuelve a ser investigada. Fue trasladada a la fuerza a un cuarto grande en otra casa y se mantiene bajo vigilancia estricta durante el día y la noche en un lapso de tres semanas, lejos de todos sus amigos excepto su confesor.

## Visiones
Ana Catalina Emmerick relataba así las visiones de su infancia: 

Cuando, hacia la edad de cinco o seis años, yo meditaba sobre el primer artículo del Credo de los Apóstoles, 'Creo en Dios Padre, Dios Todopoderoso, Creador del cielo y de la tierra', todo tipo de imágenes que se remitían a la creación del cielo y de la tierra se presentaban a mi alma. Vi la caída de los ángeles, la Creación de la Tierra y del Paraíso, Adán y Eva, y la Caída del Hombre. Creía simplemente que todos veían esto, como otras cosas que nos rodean. Yo hablaba de esto a mis padres, a mis hermanos y hermanas, a mis compañeros de juego, contaba todo esto ingenuamente, hasta el momento en que me di cuenta de que se burlaban de mí, preguntándome si tenía un libro en el cual todo eso estuviera escrito. Así comencé poco a poco a callar estas cosas, pensando, sin mucha reflexión, que era inoportuno hablar de tales temas; no obstante, no me hice ninguna inquietud particular en cuanto a eso.

Cuando se efectuó la segunda investigación eclesiástica en 1819, indujeron al famoso poeta Clemens Brentano y a su médico de cabecera Guillermo Wesener, a visitarla; para gran asombro de este, ella le dijo a Brentano que le había sido señalado por inspiración divina como el hombre que escribiría sus revelaciones y permitiría cumplir con la voluntad de Dios, es decir, escribir para el bien de innumerables almas las revelaciones recibidas por ella. Clemente Brentano era un escritor romántico que tras su contacto directo con Ana Catalina se convirtió al catolicismo. A Guillermo Wesener le contó secretos de la vida personal de él mismo que nadie podía conocer, por lo que quedó convencido de la altura espiritual de Ana Catalina.
Desde 1819 hasta la muerte de Ana Catalina en 1824, Brentano registró sus visiones, llenando cuarenta volúmenes con detalladas escenas y pasajes del Nuevo Testamento y la vida de la Virgen María. Los detalles fueron recogidos con gran viveza, ya que mantienen el interés del lector como una escena gráfica que sigue una a la otra en rápida sucesión, como si fuese visible para el ojo humano. Brentano tomó brevemente por escrito los puntos principales y, como ella hablaba el dialecto de Westfalia, inmediatamente el poeta reescribía en alemán estándar. Luego se lo leía en voz alta y ella le hacía cambios hasta que le daba su completa aprobación.
Después de 1824, Brentano tuvo los escritos preparados para su publicación y en 1833 publicó su primer volumen, La Dolorosa Pasión de Nuestro Señor Jesucristo, de acuerdo a las visiones de Ana Catalina Emmerick. Brentano preparó entonces para su publicación la Vida de la Bienaventurada Virgen María de acuerdo a las visiones de Emmerick, pero él murió en 1842. El libro fue publicado póstumamente en 1852 en Múnich.
El sacerdote católico Karl Schmöger (Schmoeger) editó los manuscritos de Brentano y de 1858 a 1880 publicó los tres volúmenes de La vida pública de Nuestro Señor en que se describen hechos muy detallados de la vida de Jesús, ya que, lo que se lee en los Evangelios en unos minutos puede tomar unas horas en las visiones de Ana Catalina. Hechos destacados de Jesús, como caminar sobre las aguas se habrían repetido, y los mercaderes del Templo de Jerusalén habrían sido echados fuera varias veces. En 1881 en una gran edición ilustrada, Schmöger también escribió una biografía de Ana Catalina en dos volúmenes.
Las visiones de Emmerick se usaron durante el descubrimiento de la casa de la Virgen María en una colina cerca de la ciudad de Éfeso. Ni Emmerick ni Brentano habían ido a Éfeso, y, de hecho, la ciudad aún no se había excavado, pero las visiones que figuran en la obra de la mística se utilizaron durante su descubrimiento. La Santa Sede no ha adoptado ninguna posición oficial sobre la autenticidad de la ubicación, pero en 1896 el papa León XIII visitó el lugar y en 1951 el papa Pío XII declaró la casa como lugar sagrado. El papa Juan XXIII posteriormente hizo la declaración permanente. Pablo VI en 1967, Juan Pablo II en 1979 y Benedicto XVI en 2006 visitaron la casa, considerada ya un santuario.
También tuvo visiones de la Santísima Trinidad en forma de tres esferas concéntricas integradas - la más grande, representada al Padre, la del medio al Hijo, y la más pequeña y más iluminada la del Espíritu Santo.

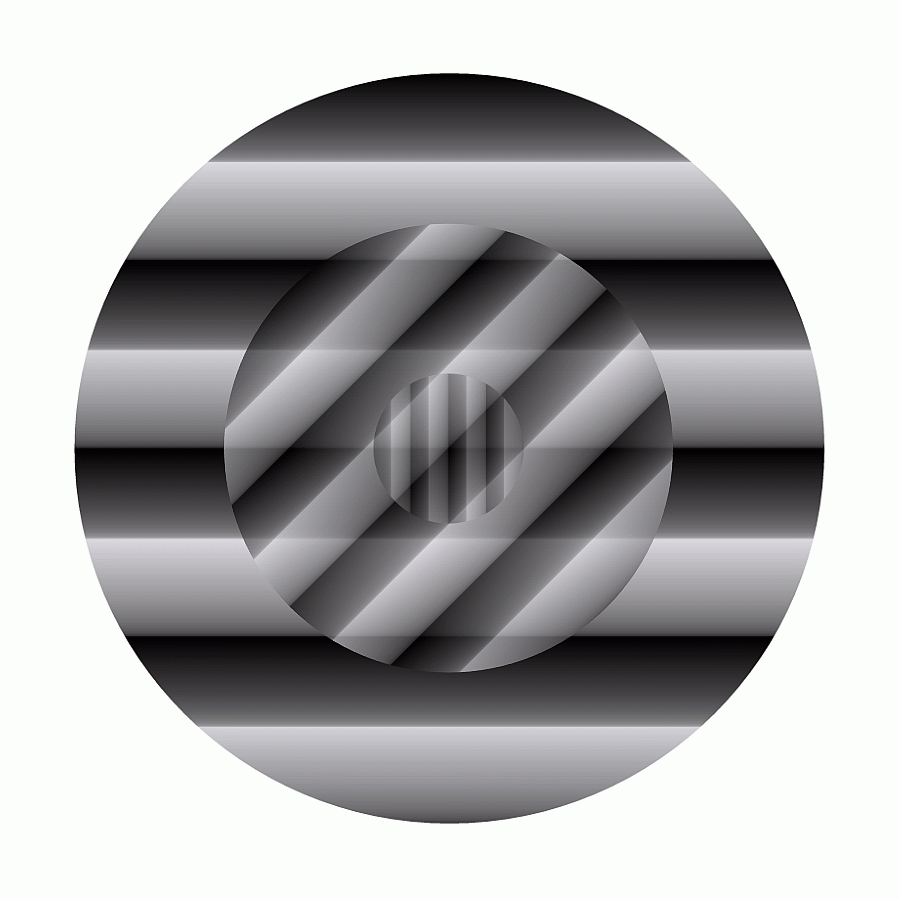
Núcleo de la Santísima Trinidad según las visiones de Ana Catalina Emmerick.

De singular importancia son las visiones que tuvo de diversos santos: San Antonio de Padua (1195-1231), San Ignacio de Loyola (1491-1556), San Francisco de Borja (1510-1572), San Carlos Borromeo (1538-1584), San Luis Gonzaga (1568-1591), San Estanislao de Kostka (1550-1568), San Agustín (354-430), San Francisco de Asís (1181-1226), Santo Tomás de Aquino (1225-1274), Santa Lutgarda (1182-1248), Santa Rita de Casia (1381-1457), Santa Clara de Montefalco (+ 1308), etc.

## Enfermedad y muerte
En 1812 aparecen sus estigmas y a partir de entonces permanece confinada en cama; murió el 9 de febrero de 1824 en Dülmen y fue enterrada en el cementerio fuera de la ciudad cuatro días más tarde. En 1975, después de reiniciar el proceso de beatificación por el postulador de la causa Josef Adam, sus restos fueron trasladados a la cripta de la cercana Iglesia de la Santa Cruz.

## Beatificación
Un primer proceso de beatificación comenzó en 1892, pero se tuvo que prorrogar varias veces, principalmente debido a diferentes interpretaciones acerca de lo histórico y lo teológico ya que sus visiones y testimonios fueron anotadas por Clemens Brentano. El proceso fue suspendido en 1928, pero se reabrió en 1973 y cerrado definitivamente en 2004. Una curación milagrosa, ocurrida en Alemania en 1880, fue atribuida a su intercesión. El 3 de octubre de 2004, Ana Catalina Emmerick fue beatificada por el papa Juan Pablo II. Al igual que en todos estos casos, la cuestión de sus visiones fue separada del proceso, y su causa fue juzgada solamente sobre la base de su propia santidad y sus virtudes personales.[cita requerida]

## Influencia
Actualmente, Ana Catalina Emmerick es admirada por sus visiones entre los cristianos católicos. También ha sido considerada entre los ortodoxos y los grupos protestantes por medio del film La Pasión de Cristo. En el año 2003, el actor Mel Gibson, católico, eligió a Emmerick como fuente alterna al Evangelio para elaborar su película La Pasión de Cristo. 
Los defensores de Emmerick han argumentado que Clemens Brentano, transcribió las visiones de Emmerick a forma escrita, y que pudo haber embellecido el texto con sus propios complementos.
Bajo este razonamiento la Santa Sede no ha considerado la Dolorosa Pasión en la beatificación, pero la promueve en la siguiente cita:

"Sus palabras, que han llegado a innumerables personas de muchos idiomas desde su modesta habitación en Dülmen a través de los escritos de Clemente Brentano, son una buena proclamación del Evangelio en el servicio a la salvación hasta el día de hoy".